# Peromyscus pembertoni
El ratón ciervo de Pemberton (Peromyscus pembertoni), también conocido como ratón moreno de Pemberton, es una especie extinta de roedor de la familia Cricetidae endémica de la Isla San Pedro Nolasco, en el Golfo de California, México. Los únicos registros de esta especie fueron 12 especímenes recolectados el 26 de diciembre de 1931 por William Henry Burt, no habiendo avistamientos posteriores de la misma desde entonces.

## Etimología
El nombre genérico Peromyscus proviene del griego antiguo pero ("botas") y mys ("ratón"), que en conjunto forman el término "ratón con botas", refiriendo lo anterior a los pies blancos que caracterizaban a la especie. Por su parte, pembertoni proviene del apellido de John Roy Pemberton, ornitólogo y empresario que financiaría la investigación en el Golfo de California del descubridor de la especie, William Henry Burt.

## Descripción
Peromyscus pembertoni es un integrante del género Peromyscus de tamaño medio. La especie no presentaba ningún dimorfismo sexual evidente. La cola de los ejemplares solía ser más larga que la longitud de su cabeza y cuerpo unidos (promediando ésta 106 mm contra los 104 mm de la cabeza-cuerpo), estando la anterior cubierta por un abundante pelaje de dos colores (marrón y blanco), tupido al final de la misma. Sus pies eran pequeños y similares en cuanto a longitud a sus orejas (siendo en ocasiones más largos). El cráneo tenía un tamaño medio para la especie, y la bulla auditiva del mismo no se mostraba en demasía protuberante. La parte superior del cuerpo se cubría de un pelaje marrón con una tonalidad "media"; los costados por su parte mostraban un tono marrón más claro, con una línea lateral "anaranjada" que los atravesaba, extendiéndose ésta desde las mejillas hasta los cuartos traseros; la parte inferior del cuerpo presentaba un pelaje blanquecino, los tobillos eran de un color gris oscuro, y los pies exhibían su particular color blanco.  

## Información general
Las especies del género Peromyscus (conocidos comúnmente como "ratones ciervo") presentan poblaciones abundantes en América del Norte. Su rango de presencia se extiende desde Alaska hasta América Central, ocurriendo en una gran variedad de hábitats. Debido a su abundancia en la naturaleza, dichas especies constituyen un componente importante de los ecosistemas neárticos. Los integrantes del género en cuestión tienen también un papel relevante en el mundo científico (tanto las variedades silvestres como las genéticamente modificadas) debido a su estudio en laboratorios. El género Peromyscus no tiene una relación filogenética estrecha con los ratones caseros (Mus) y las ratas (Rattus). 

## Distribución y hábitat
Debido a la relativa cercanía entre la fecha de descubrimiento y su eventual extinción, se desconoce una gran cantidad de información etológica de Peromyscus pembertoni. Se sabe que era una especie endémica de la Isla San Pedro Nolasco, la cual compartía con otro miembro de su género: Peromyscus boylii (siendo estas dos especies los únicos mamíferos que habitaban la isla). Los ejemplares muestra del ratón ciervo de Pemberton fueron recolectados en una colina empinada (cubierta de hierba) en el lado oriental de la isla en cuestión. En dicho espacio se registró la presencia de las siguientes especies vegetales: Bursera microphylla, Echinocereus websterianus, Euphorbia magdalenae, Fouquieria diguetii, Jatropha cuneata, Mammillaria multidigitata, Mammillaria tayloriorum, Melochia tomentosa, Opuntia fulgida var. fulgida, Pachycereus pringlei, Euphorbia lomelii, Simmondsia chinensis y Stenocereus thurberi.
Tomando como parámetro las condiciones del hábitat en que concurría, se deduce que el ratón ciervo de Pemberton era una especie tolerante a las temperaturas bajas oscilantes entre los 22 y 25 °C.

## Reproducción
Debido al desconocimiento de su comportamiento social, es difícil dilucidar la conducta reproductiva de P. pembertoni. Posiblemente la época de crianza de la especie se mantenía durante todo el año, no obstante es probable que gran parte de las crías nacieran en las temporadas de primavera y en el advenimiento del verano, decayendo la época de reproducción durante los meses invernales.
Su maduración sexual factiblemente llegaba cuando los ejemplares alcanzaban en promedio los 55 días de edad. La gestación en la especie duraba aproximadamente 23 días, excepto en hembras lactantes, en las que aquella se retrasaba de 4 a 6 días, durando en su totalidad de 28 a 30 días. Peromyscus pembertoni era una especie que se reproducía en parejas.

## Comunicación y percepción
Como otros miembros del género Peromyscus, presentaba una visión aguda, y con seguridad los ejemplares de la especie utilizaban señales químicas para comunicarse entre sí.

## Depredación
El ratón ciervo de Pemberton presumiblemente escapaba de sus depredadores gracias a sus hábitos nocturnos y a sus sigilosos movimientos.

## Longevidad
Se estima que la esperanza de vida de Peromyscus pembertoni  era corta, siendo poco probable que sobrevivieran más de un año en condiciones naturales.

## Extinción
El ratón ciervo de Pemberton sólo se conoce por 12 especímenes recolectados en diciembre de 1931 por el zoólogo estadounidense Dr. William Henry Burt (del Instituto de Tecnología de California). Rastreos posteriores no han logrado dar con ejemplares de la especie. Las razones de la desaparición del ratón ciervo de Pemberton no son del todo claras. Sin embargo, se ha señalado que Peromyscus boylii (la otra especie del género Peromyscus presente en la isla) podría haber competido directamente con P. pembertoni por las fuentes de alimentos, desplazando gradualmente al ratón ciervo de Pemberton de su hábitat hasta su extinción.